# Station Sankt Vith
Station Sankt Vith was een spoorwegstation langs spoorlijn 47 (Sankt Vith - Troisvierges), spoorlijn 48 (Aken - Sankt Vith) en spoorlijn 163 (Libramont - Sankt Vith) in de Belgische stad Sankt Vith. Het gebouw wordt hergebruikt als heemkundemuseum.
0,0: Sankt Vith ·
1,4: Wiesenbach ·
3,7: Neidlingen ·
6,1: Lommersweiler ·
9,8: Auel ·
10,7: Reuland ·
11,4: Burg-Reuland ·
15,4: Oudler ·
19,4: Lengeler ·
3,1: Wilwerdange ·
Troisvierges
0,0: Stolberg (Rheinl) Hbf ·
1,1: Stolberg-Schneidmühle ·
2,5: Stolberg Mühlener Bahnhof ·
3,2: Stolberg-Rathaus ·
3,7: Stolberg Altstadt ·
3,8: Stolberg Hammer ·
8,9: Breinig ·
11,7: Hahn ·
13,2: Walheim ·
14,6: Schmithof ·
0,7: Raeren ·
11,7: Roetgen ·
18,2: Roetgen-Süd ·
20,6: Lammersdorf ·
24,2: Konzen ·
28,8: Monschau ·
35,8: Kalterherberg ·
42,8: Sourbrodt ·
Robertville ·
48,1: Nidrum ·
50,1: Weywertz ·
52,8: Faymonville ·
55,3: Waimes ·
58,2: Ondenval ·
62,0: Montenau ·
65,5: Born ·
72,4: Sankt Vith
0,0: Libramont ·
3,5: Ourt ·
6,6: Bernimont ·
10,5: Wideumont ·
15,7: Rosières ·
18,9: Morhet ·
22,2: Sibret ·
24,2: Villeroux ·
28,7: Bastenaken-Zuid ·
29,8: Bastenaken-Noord ·
33,4: Bizory ·
38,9: Bourcy ·
44,6: Tavigny ·
52,5: Limerlé ·
58,9: Gouvy ·
66,4: Beho ·
69,0: Maldange ·
71,4: Weisten ·
74,2: Crombach ·
79,0: Sankt Vith